# Usina termelétrica de Bełchatów
Usina termelétrica de Bełchatów é uma usina termelétrica construída em 1979 na cidade de Bełchatów, Polónia. Tem 300 m (984 pés) e é actualmente a 43ª torre mais alta do mundo. Em 2011, uma nova unidade de 858 MW foi comissionada aumentando a capacidade total de energia para 5.053 MW.